# Nathaniel McKinney
Nathaniel McKinney (né le 19 janvier 1982 à Nassau) est un athlète bahaméen spécialiste du 400 mètres.
Il remporte le titre du relais 4 × 400 mètres lors des Championnats d'Amérique centrale et des Caraïbes 2003 aux côtés de Avard Moncur, Carl Oliver et Chris Brown, avant d'obtenir quelques semaines plus tard la médaille de bronze des Championnats du monde de Paris-Saint-Denis après le déclassement de l'équipe des États-Unis, sanctionnée pour dopage. Vainqueur d'un deuxième titre consécutif lors des Championnats d'Amérique centrale et des Caraïbes 2005, Nathaniel McKinney se classe deuxième du 4 × 400 m des Championnats du monde d'Helsinki en compagnie de Avard Moncur, Andrae Williams et Chris Brown. L'équipe des Bahamas s'incline face à l'équipe des États-Unis mais établit un nouveau record national de la discipline en 2 min 57 s 32. 